# Promachus abdominalis
Promachus abdominalis là một loài ruồi trong họ Asilidae. Promachus abdominalis được Ricardo miêu tả năm 1920. Loài này phân bố ở vùng nhiệt đới châu Phi.